# Judd Gregg
Judd Alan Gregg (Nashua, Nuevo Hampshire, 14 de febrero de 1947) es un político estadounidense, actual Senador de los Estados Unidos que actúa como miembro de alto nivel de la Comisión de Presupuestos del Senado. Fue Gobernador de Nuevo Hampshire. Es miembro del Partido Republicano y fue un empresario y abogado antes de entrar en política. Gregg fue nominado para Secretario de Comercio en el Gabinete por el presidente Barack Obama, aunque por diferencias con el presidente decidió abandonar el puesto que le fue ofrecido.